# Convocazioni per il campionato mondiale di calcio 1970

## Gruppo A

### Belgio
Commissario tecnico:  Raymond Goethals
| N. | Pos. | Giocatore              | Data nascita (età)          | Pres. | Squadra        |
| -- | ---- | ---------------------- | --------------------------- | ----- | -------------- |
| 1  | P    | Christian Piot         | 4 ottobre 1947 (22 anni)    | 2     | Standard Liegi |
| 2  | D    | Georges Heylens        | 8 agosto 1941 (28 anni)     | 48    | Anderlecht     |
| 3  | D    | Jean Thissen           | 21 aprile 1946 (24 anni)    | 12    | Standard Liegi |
| 4  | D    | Nicolas Dewalque       | 20 settembre 1945 (24 anni) | 12    | Standard Liegi |
| 5  | D    | Léon Jeck              | 2 febbraio 1947 (23 anni)   | 10    | Standard Liegi |
| 6  | D    | Jean Dockx             | 24 maggio 1941 (29 anni)    | 11    | Anderlecht     |
| 7  | C    | Léon Semmeling         | 4 gennaio 1940 (30 anni)    | 21    | Standard Liegi |
| 8  | C    | Wilfried Van Moer      | 1º marzo 1945 (25 anni)     | 16    | Standard Liegi |
| 9  | A    | Johan Devrindt         | 14 aprile 1944 (26 anni)    | 16    | Anderlecht     |
| 10 | A    | Paul Van Himst         | 2 ottobre 1943 (26 anni)    | 55    | Anderlecht     |
| 11 | A    | Wilfried Puis          | 18 febbraio 1943 (27 anni)  | 41    | Anderlecht     |
| 12 | P    | Jean-Marie Trappeniers | 13 gennaio 1942 (28 anni)   | 15    | Anderlecht     |
| 13 | D    | Jacques Beurlet        | 21 dicembre 1944 (25 anni)  | 7     | Standard Liegi |
| 14 | C    | Maurice Martens        | 5 giugno 1947 (22 anni)     | 0     | Anderlecht     |
| 15 | C    | Erwin Vandendaele      | 5 marzo 1945 (25 anni)      | 1     | Club Bruges    |
| 16 | C    | Odilon Polleunis       | 1º maggio 1943 (27 anni)    | 12    | Sint-Truiden   |
| 17 | C    | Jan Verheyen           | 9 luglio 1944 (25 anni)     | 21    | Beerschot      |
| 18 | A    | Raoul Lambert          | 20 ottobre 1944 (25 anni)   | 7     | Club Bruges    |
| 19 | C    | Pierre Carteus         | 24 settembre 1943 (26 anni) | 0     | Club Bruges    |
| 20 | C    | Alfons Peeters         | 21 gennaio 1943 (27 anni)   | 6     | Anderlecht     |
| 21 | A    | Frans Janssens         | 25 settembre 1945 (24 anni) | 0     | Lierse         |
| 22 | P    | Jacques Duquesne       | 22 aprile 1940 (30 anni)    | 4     | Charleroi      |

### Messico
Commissario tecnico:  Raúl Cárdenas
| N. | Pos. | Giocatore              | Data nascita (età)          | Pres. | Squadra     |
| -- | ---- | ---------------------- | --------------------------- | ----- | ----------- |
| 1  | P    | Ignacio Calderón       | 13 dicembre 1943 (26 anni)  |       | Guadalajara |
| 2  | D    | Juan Manuel Alejándrez | 17 maggio 1944 (26 anni)    |       | Cruz Azul   |
| 3  | D    | Gustavo Peña           | 22 novembre 1941 (28 anni)  |       | Cruz Azul   |
| 4  | D    | Francisco Montes       | 22 aprile 1943 (27 anni)    |       | Veracruz    |
| 5  | D    | Mario Pérez            | 30 luglio 1946 (23 anni)    |       | América     |
| 6  | D    | Guillermo Hernández    | 25 giugno 1942 (27 anni)    |       | América     |
| 7  | C    | Marcos Rivas           | 25 novembre 1947 (22 anni)  |       | Atlante     |
| 8  | C    | Antonio Munguía        | 27 giugno 1942 (27 anni)    |       | Cruz Azul   |
| 9  | A    | Enrique Borja          | 30 dicembre 1945 (24 anni)  |       | América     |
| 10 | A    | Horacio López Salgado  | 15 settembre 1948 (21 anni) |       | América     |
| 11 | A    | Aarón Padilla          | 10 luglio 1942 (27 anni)    |       | Pumas UNAM  |
| 12 | P    | Antonio Mota           | 6 gennaio 1939 (31 anni)    |       | Necaxa      |
| 13 | D    | José Vantolrá          | 30 marzo 1943 (27 anni)     |       | Toluca      |
| 14 | C    | Javier Guzmán          | 9 gennaio 1945 (25 anni)    |       | Cruz Azul   |
| 15 | C    | Héctor Pulido          | 20 dicembre 1942 (27 anni)  |       | Cruz Azul   |
| 16 | A    | Isidoro Díaz           | 14 marzo 1940 (30 anni)     |       | León        |
| 17 | C    | José Luis González     | 14 settembre 1942 (27 anni) |       | Pumas UNAM  |
| 18 | C    | Mario Velarde          | 29 marzo 1940 (30 anni)     |       | Pumas UNAM  |
| 19 | A    | Javier Valdivia        | 4 dicembre 1941 (28 anni)   |       | Guadalajara |
| 20 | A    | Juan Ignacio Basaguren | 21 luglio 1944 (25 anni)    |       | Atlante     |
| 21 | A    | Javier Fragoso         | 19 aprile 1942 (28 anni)    |       | América     |
| 22 | P    | Francisco Castrejón    | 11 giugno 1947 (22 anni)    |       | Pumas UNAM  |

### Unione Sovietica
Commissario tecnico:  Gavriil Kačalin
| N. | Pos. | Giocatore             | Data nascita (età)          | Pres. | Squadra        |
| -- | ---- | --------------------- | --------------------------- | ----- | -------------- |
| 1  | P    | Leonid Šmuc           | 8 ottobre 1948 (21 anni)    | 0     | CSKA Mosca     |
| 2  | P    | Anzor Q'avazashvili   | 19 luglio 1940 (29 anni)    | 25    | Spartak Mosca  |
| 3  | D    | Valentin Afonin       | 22 dicembre 1939 (30 anni)  | 38    | SKA Rostov     |
| 4  | D    | Revaz Dzodzuashvili   | 15 aprile 1945 (25 anni)    | 10    | Dinamo Tbilisi |
| 5  | D    | Volodymyr Kaplyčnyj   | 26 maggio 1944 (26 anni)    | 22    | CSKA Mosca     |
| 6  | D    | Evgenij Lovčev        | 29 gennaio 1949 (21 anni)   | 10    | Spartak Mosca  |
| 7  | D    | Gennadij Logofet      | 15 febbraio 1942 (28 anni)  | 15    | Spartak Mosca  |
| 8  | D    | Murtaz Khurtsilava    | 5 gennaio 1943 (27 anni)    | 39    | Dinamo Tbilisi |
| 9  | D    | Al'bert Šesternëv     | 20 giugno 1941 (28 anni)    | 74    | CSKA Mosca     |
| 10 | C    | Valerij Zykov         | 24 febbraio 1944 (26 anni)  | 1     | Dinamo Mosca   |
| 11 | C    | K'akhi Asatiani       | 1º gennaio 1947 (23 anni)   | 10    | CSKA Mosca     |
| 12 | C    | Nikolaj Kiselëv       | 29 gennaio 1946 (24 anni)   | 8     | Spartak Mosca  |
| 13 | P    | Lev Jašin             | 22 ottobre 1929 (40 anni)   | 74    | Dinamo Mosca   |
| 14 | C    | Volodymyr Muntjan     | 14 settembre 1946 (23 anni) | 13    | Dinamo Kiev    |
| 15 | C    | Viktor Serebrjanikov  | 29 marzo 1940 (30 anni)     | 19    | Dinamo Kiev    |
| 16 | A    | Anatolij Byšovec      | 23 aprile 1946 (24 anni)    | 29    | Dinamo Kiev    |
| 17 | A    | Gennadij Evrjužichin  | 4 febbraio 1944 (26 anni)   | 13    | Dinamo Mosca   |
| 18 | A    | Slava Met'reveli      | 30 maggio 1936 (34 anni)    | 48    | Dinamo Tbilisi |
| 19 | A    | Givi Nodia            | 2 gennaio 1948 (22 anni)    | 10    | Dinamo Tbilisi |
| 20 | A    | Anatolij Puzač        | 3 giugno 1941 (28 anni)     | 10    | Dinamo Kiev    |
| 21 | A    | Vitalij Chmel'nyc'kyj | 12 giugno 1943 (26 anni)    | 13    | Dinamo Kiev    |
| 22 | A    | Valerij Porkujan      | 4 ottobre 1944 (25 anni)    | 8     | Čornomorec'    |

### El Salvador
Commissario tecnico:  Hernán Carrasco Vivanco
| N. | Pos. | Giocatore           | Data nascita (età)          | Pres. | Squadra           |
| -- | ---- | ------------------- | --------------------------- | ----- | ----------------- |
| 1  | P    | Raúl Magaña         | 24 febbraio 1940 (30 anni)  |       | FAS               |
| 2  | D    | Roberto Rivas       | 17 luglio 1941 (28 anni)    |       | Alianza           |
| 3  | D    | Salvador Mariona    | 16 dicembre 1943 (26 anni)  |       | Alianza           |
| 4  | D    | Santiago Cortés     | 19 gennaio 1945 (25 anni)   |       | Atlético Marte    |
| 5  | D    | Saturnino Osorio    | 6 gennaio 1945 (25 anni)    |       | Águila            |
| 6  | C    | José Quintanilla    | 29 ottobre 1947 (22 anni)   |       | Atlético Marte    |
| 7  | C    | Mauricio Rodríguez  | 12 settembre 1945 (24 anni) |       | UES               |
| 8  | C    | Jorge Vásquez       | 23 aprile 1945 (25 anni)    |       | UES               |
| 9  | C    | Juan Ramón Martínez | 20 aprile 1948 (22 anni)    |       | Águila            |
| 10 | A    | Salvador Cabezas    | 28 febbraio 1947 (23 anni)  |       | Adler San Nicolas |
| 11 | A    | Ernesto Aparicio    | 28 dicembre 1948 (21 anni)  |       | Atlético Marte    |
| 12 | A    | Mario Monge         | 27 novembre 1938 (31 anni)  |       | FAS               |
| 13 | P    | Tomás Pineda        | 21 gennaio 1946 (24 anni)   |       | Alianza           |
| 14 | D    | Mauricio Manzano    | 30 settembre 1943 (26 anni) |       | FAS               |
| 15 | A    | David Cabrera       | 12 settembre 1945 (24 anni) |       | FAS               |
| 16 | C    | Genaro Sermeño      | 28 novembre 1948 (21 anni)  |       | FAS               |
| 17 | A    | Jaime Portillo      | 18 settembre 1947 (22 anni) |       | Alianza           |
| 18 | D    | Guillermo Castro    | 25 giugno 1940 (29 anni)    |       | Atlético Marte    |
| 19 | C    | Sergio Méndez       | 14 febbraio 1942 (28 anni)  |       | Atlético Marte    |
| 20 | P    | Gualberto Fernández | 12 luglio 1941 (28 anni)    |       | Atlante           |
| 21 | A    | Elmer Acevedo       | 24 febbraio 1946 (24 anni)  |       | FAS               |
| 22 | C    | Alberto Villalta    | 19 novembre 1947 (22 anni)  |       | Atlético Marte    |

## Gruppo B

### Italia
Commissario tecnico:  Ferruccio Valcareggi
| N. | Pos. | Giocatore          | Data nascita (età)         | Pres. | Squadra    |
| -- | ---- | ------------------ | -------------------------- | ----- | ---------- |
| 1  | P    | Enrico Albertosi   | 2 novembre 1939 (30 anni)  | 21    | Cagliari   |
| 2  | D    | Tarcisio Burgnich  | 25 aprile 1939 (31 anni)   | 33    | Inter      |
| 3  | D    | Giacinto Facchetti | 18 luglio 1942 (27 anni)   | 46    | Inter      |
| 4  | D    | Fabrizio Poletti   | 13 luglio 1943 (26 anni)   | 4     | Torino     |
| 5  | D    | Pierluigi Cera     | 25 febbraio 1941 (29 anni) | 2     | Cagliari   |
| 6  | D    | Ugo Ferrante       | 18 luglio 1945 (24 anni)   | 1     | Fiorentina |
| 7  | D    | Comunardo Niccolai | 15 dicembre 1946 (23 anni) | 1     | Cagliari   |
| 8  | D    | Roberto Rosato     | 18 agosto 1943 (26 anni)   | 18    | Milan      |
| 9  | D    | Giorgio Puia       | 8 marzo 1938 (32 anni)     | 7     | Torino     |
| 10 | C    | Mario Bertini      | 7 gennaio 1944 (26 anni)   | 9     | Inter      |
| 11 | A    | Gigi Riva          | 7 novembre 1944 (25 anni)  | 16    | Cagliari   |
| 12 | P    | Dino Zoff          | 28 febbraio 1942 (28 anni) | 10    | Napoli     |
| 13 | A    | Angelo Domenghini  | 25 agosto 1941 (28 anni)   | 22    | Cagliari   |
| 14 | C    | Gianni Rivera      | 18 agosto 1943 (26 anni)   | 38    | Milan      |
| 15 | C    | Sandro Mazzola     | 8 novembre 1942 (27 anni)  | 37    | Inter      |
| 16 | C    | Giancarlo De Sisti | 13 marzo 1943 (27 anni)    | 12    | Fiorentina |
| 17 | P    | Lido Vieri         | 16 luglio 1939 (30 anni)   | 4     | Inter      |
| 18 | C    | Antonio Juliano    | 26 dicembre 1942 (27 anni) | 14    | Napoli     |
| 19 | A    | Sergio Gori        | 24 febbraio 1946 (24 anni) | 0     | Cagliari   |
| 20 | A    | Roberto Boninsegna | 13 novembre 1943 (26 anni) | 1     | Inter      |
| 21 | C    | Giuseppe Furino    | 5 luglio 1946 (23 anni)    | 0     | Juventus   |
| 22 | A    | Pierino Prati      | 13 dicembre 1946 (23 anni) | 6     | Milan      |

### Svezia
Commissario tecnico:  Orvar Bergmark
| N. | Pos. | Giocatore           | Data nascita (età)          | Pres. | Squadra        |
| -- | ---- | ------------------- | --------------------------- | ----- | -------------- |
| 1  | P    | Ronnie Hellström    | 21 febbraio 1949 (21 anni)  | 12    | Hammarby       |
| 2  | D    | Hans Selander       | 15 marzo 1945 (25 anni)     | 28    | Helsingborg    |
| 3  | D    | Kurt Axelsson       | 10 novembre 1941 (28 anni)  | 21    | Club Bruges    |
| 4  | C    | Björn Nordqvist     | 6 ottobre 1942 (27 anni)    | 42    | IFK Norrköping |
| 5  | D    | Roland Grip         | 1º gennaio 1941 (29 anni)   | 21    | AIK            |
| 6  | C    | Tommy Svensson      | 4 marzo 1945 (25 anni)      | 23    | Öster          |
| 7  | C    | Bo Larsson          | 5 maggio 1944 (26 anni)     | 22    | Malmö FF       |
| 8  | A    | Leif Eriksson       | 20 marzo 1942 (28 anni)     | 40    | Örebro         |
| 9  | A    | Ove Kindvall        | 16 maggio 1943 (27 anni)    | 15    | Feyenoord      |
| 10 | A    | Ove Grahn           | 9 maggio 1943 (27 anni)     | 14    | Grasshoppers   |
| 11 | A    | Örjan Persson       | 27 agosto 1942 (27 anni)    | 28    | Örgryte        |
| 12 | P    | Sven-Gunnar Larsson | 10 maggio 1940 (30 anni)    | 14    | Örebro         |
| 13 | D    | Claes Cronqvist     | 15 ottobre 1944 (25 anni)   | 2     | Djurgården     |
| 14 | D    | Krister Kristensson | 25 luglio 1942 (27 anni)    | 17    | Malmö FF       |
| 15 | D    | Leif Målberg        | 1º settembre 1945 (24 anni) | 0     | Elfsborg       |
| 16 | C    | Thomas Nordahl      | 24 maggio 1946 (24 anni)    | 8     | Örebro         |
| 17 | P    | Ronney Pettersson   | 26 aprile 1940 (30 anni)    | 17    | Djurgården     |
| 18 | A    | Tom Turesson        | 17 maggio 1942 (28 anni)    | 18    | Hammarby       |
| 19 | C    | Göran Nicklasson    | 20 agosto 1942 (27 anni)    | 1     | IFK Göteborg   |
| 20 | D    | Jan Olsson          | 18 marzo 1944 (26 anni)     | 12    | GAIS           |
| 21 | A    | Inge Ejderstedt     | 24 dicembre 1946 (23 anni)  | 15    | Öster          |
| 22 | C    | Sten Pålsson        | 4 dicembre 1945 (24 anni)   | 6     | GAIS           |

### Uruguay
Commissario tecnico:  Juan Hohberg
| N. | Pos. | Giocatore              | Data nascita (età)         | Pres. | Squadra         |
| -- | ---- | ---------------------- | -------------------------- | ----- | --------------- |
| 1  | P    | Ladislao Mazurkiewicz  | 14 febbraio 1945 (25 anni) |       | Peñarol         |
| 2  | D    | Atilio Ancheta         | 19 luglio 1948 (21 anni)   |       | Nacional        |
| 3  | D    | Roberto Matosas        | 11 maggio 1940 (30 anni)   |       | Peñarol         |
| 4  | D    | Luis Ubiñas            | 7 giugno 1940 (29 anni)    |       | Nacional        |
| 5  | C    | Julio Montero Castillo | 25 aprile 1944 (26 anni)   |       | Nacional        |
| 6  | D    | Juan Mujica            | 22 dicembre 1944 (25 anni) |       | Nacional        |
| 7  | C    | Luis Cubilla           | 28 marzo 1940 (30 anni)    |       | Nacional        |
| 8  | C    | Pedro Rocha            | 3 dicembre 1942 (27 anni)  |       | Peñarol         |
| 9  | C    | Víctor Espárrago       | 6 ottobre 1944 (25 anni)   |       | Nacional        |
| 10 | C    | Ildo Maneiro           | 4 agosto 1947 (22 anni)    |       | Nacional        |
| 11 | A    | Julio Morales          | 16 febbraio 1945 (25 anni) |       | Nacional        |
| 12 | P    | Héctor Santos          | 29 ottobre 1944 (25 anni)  |       | Bella Vista     |
| 13 | C    | Rodolfo Sandoval       | 4 ottobre 1948 (21 anni)   |       | Peñarol         |
| 14 | D    | Francisco Cámera       | 1º gennaio 1944 (26 anni)  |       | Bella Vista     |
| 15 | A    | Dagoberto Fontes       | 6 giugno 1943 (26 anni)    |       | Defensor        |
| 16 | D    | Omar Caetano           | 8 novembre 1938 (31 anni)  |       | Peñarol         |
| 17 | A    | Rúben Bareño           | 23 gennaio 1944 (26 anni)  |       | Cerro           |
| 18 | D    | Alberto Gómez          | 10 giugno 1944 (25 anni)   |       | Liverpool (M)   |
| 19 | D    | Oscar Zubía            | 8 febbraio 1946 (24 anni)  |       | River Plate (M) |
| 20 | A    | Julio César Cortés     | 29 marzo 1941 (29 anni)    |       | Peñarol         |
| 21 | A    | Julio Losada           | 16 giugno 1950 (19 anni)   |       | Peñarol         |
| 22 | P    | Walter Corbo           | 2 maggio 1949 (21 anni)    |       | Peñarol         |

### Israele
Commissario tecnico:  Emmanuel Scheffer
| N. | Pos. | Giocatore            | Data nascita (età)          | Pres. | Squadra            |
| -- | ---- | -------------------- | --------------------------- | ----- | ------------------ |
| 1  | P    | Itzhak Vissoker      | 18 settembre 1944 (25 anni) | 17    | Hapoel Petah Tiqwa |
| 2  | A    | Shraga Bar           | 24 marzo 1948 (22 anni)     | 13    | Maccabi Netanya    |
| 3  | C    | Menachem Bello       | 26 dicembre 1947 (22 anni)  | 25    | Maccabi Tel Aviv   |
| 4  | C    | David Primo          | 5 maggio 1946 (24 anni)     | 18    | Hapoel Tel Aviv    |
| 5  | D    | Zvi Rosen            | 23 giugno 1947 (22 anni)    | 16    | Maccabi Tel Aviv   |
| 6  | D    | Shmuel Rosenthal     | 22 aprile 1947 (23 anni)    | 23    | Hapoel Petah Tiqwa |
| 7  | C    | Itzhak Shum          | 1º settembre 1948 (21 anni) | 8     | Hapoel Kfar Saba   |
| 8  | A    | Giora Spiegel        | 27 luglio 1947 (22 anni)    | 19    | Maccabi Tel Aviv   |
| 9  | A    | Yehoshua Feigenbaum  | 5 dicembre 1947 (22 anni)   | 15    | Hapoel Tel Aviv    |
| 10 | C    | Mordechai Spiegler   | 19 agosto 1944 (25 anni)    | 36    | Maccabi Netanya    |
| 11 | C    | George Borba         | 12 luglio 1944 (25 anni)    | 10    | Hapoel Tel Aviv    |
| 12 | C    | Yisha'ayahu Schwager | 10 febbraio 1946 (24 anni)  | 6     | Maccabi Haifa      |
| 13 | A    | Yechezkel Chazom     | 1947 (22-23 anni)           | 4     | Hapoel Tel Aviv    |
| 14 | C    | Dani Shmulevich-Rom  | 29 novembre 1940 (29 anni)  | 24    | Maccabi Haifa      |
| 15 | A    | Rahamim Talbi        | 17 maggio 1943 (27 anni)    | 25    | Maccabi Tel Aviv   |
| 16 | D    | Yochanan Vollach     | 14 maggio 1945 (25 anni)    | 4     | Hapoel Haifa       |
| 17 | A    | Eli Ben Rimoz        | 20 novembre 1944 (25 anni)  | 2     | Hapoel Gerusalemme |
| 18 | C    | Moshe Romano         | 6 maggio 1946 (24 anni)     | 6     | Shimshon Tel Aviv  |
| 19 | C    | Roni Shuruk          | 24 febbraio 1946 (24 anni)  | 8     | Hakoah Ramat Gan   |
| 20 | D    | David Karako         | 11 febbraio 1945 (25 anni)  | 6     | Maccabi Tel Aviv   |
| 21 | P    | Yechiel Hameiri      | 20 agosto 1946 (23 anni)    | 1     | Hapoel Haifa       |
| 22 | P    | Yair Nossovsky       | 29 giugno 1937 (32 anni)    | 3     | Hapoel Kfar Saba   |

## Gruppo C

### Brasile
Commissario tecnico:  Mário Zagallo
| N. | Pos. | Giocatore      | Data nascita (età)          | Pres. | Squadra          |
| -- | ---- | -------------- | --------------------------- | ----- | ---------------- |
| 1  | P    | Félix          | 24 dicembre 1937 (32 anni)  | 23    | Fluminense       |
| 2  | D    | Brito          | 9 agosto 1939 (30 anni)     | 28    | Flamengo         |
| 3  | D    | Piazza         | 25 febbraio 1944 (26 anni)  | 16    | Cruzeiro         |
| 4  | D    | Carlos Alberto | 17 luglio 1944 (25 anni)    | 40    | Santos           |
| 5  | C    | Clodoaldo      | 26 settembre 1949 (20 anni) | 7     | Santos           |
| 6  | D    | Marco Antônio  | 6 febbraio 1951 (19 anni)   | 7     | Fluminense       |
| 7  | A    | Jairzinho      | 25 dicembre 1944 (25 anni)  | 45    | Botafogo         |
| 8  | C    | Gérson         | 11 gennaio 1941 (29 anni)   | 54    | San Paolo        |
| 9  | A    | Tostão         | 25 marzo 1944 (26 anni)     | 36    | Cruzeiro         |
| 10 | A    | Pelé           | 23 ottobre 1940 (29 anni)   | 81    | Santos           |
| 11 | C    | Rivelino       | 1º gennaio 1946 (24 anni)   | 21    | Corinthians      |
| 12 | P    | Ado            | 4 luglio 1946 (23 anni)     | 2     | Corinthians      |
| 13 | C    | Roberto        | 31 luglio 1944 (25 anni)    | 9     | Botafogo         |
| 14 | D    | Baldocchi      | 14 marzo 1946 (24 anni)     | 1     | Palmeiras        |
| 15 | D    | Fontana        | 31 dicembre 1940 (29 anni)  | 6     | Cruzeiro         |
| 16 | D    | Everaldo       | 11 settembre 1944 (25 anni) | 8     | Grêmio           |
| 17 | D    | Joel           | 18 settembre 1946 (23 anni) | 26    | Santos           |
| 18 | C    | Paulo César    | 16 giugno 1949 (20 anni)    | 14    | Botafogo         |
| 19 | A    | Edu            | 6 agosto 1949 (20 anni)     | 29    | Santos           |
| 20 | A    | Dario          | 4 marzo 1946 (24 anni)      | 3     | Atlético Mineiro |
| 21 | D    | Zé Maria       | 18 maggio 1949 (21 anni)    | 1     | Portuguesa       |
| 22 | P    | Leão           | 11 luglio 1949 (20 anni)    | 2     | Palmeiras        |

### Inghilterra
Commissario tecnico:  Alf Ramsey
| N. | Pos. | Giocatore       | Data nascita (età)          | Pres. | Squadra         |
| -- | ---- | --------------- | --------------------------- | ----- | --------------- |
| 1  | P    | Gordon Banks    | 30 dicembre 1937 (32 anni)  | 59    | Stoke City      |
| 2  | D    | Keith Newton    | 23 giugno 1941 (28 anni)    | 24    | Everton         |
| 3  | D    | Terry Cooper    | 12 luglio 1944 (25 anni)    | 8     | Leeds Utd       |
| 4  | C    | Alan Mullery    | 23 novembre 1941 (28 anni)  | 27    | Tottenham       |
| 5  | D    | Brian Labone    | 23 gennaio 1940 (30 anni)   | 23    | Everton         |
| 6  | D    | Bobby Moore     | 12 aprile 1941 (29 anni)    | 80    | West Ham Utd    |
| 7  | A    | Francis Lee     | 29 aprile 1944 (26 anni)    | 14    | Manchester City |
| 8  | C    | James Alan Ball | 12 maggio 1945 (25 anni)    | 41    | Everton         |
| 9  | C    | Bobby Charlton  | 11 ottobre 1937 (32 anni)   | 102   | Manchester Utd  |
| 10 | A    | Geoff Hurst     | 8 dicembre 1941 (28 anni)   | 38    | West Ham Utd    |
| 11 | C    | Martin Peters   | 8 novembre 1943 (26 anni)   | 38    | Tottenham       |
| 12 | P    | Peter Bonetti   | 27 settembre 1941 (28 anni) | 6     | Chelsea         |
| 13 | P    | Alex Stepney    | 18 settembre 1942 (27 anni) | 1     | Manchester Utd  |
| 14 | D    | Tommy Wright    | 21 ottobre 1944 (25 anni)   | 9     | Everton         |
| 15 | D    | Nobby Stiles    | 18 maggio 1942 (28 anni)    | 28    | Manchester Utd  |
| 16 | C    | Emlyn Hughes    | 28 agosto 1947 (22 anni)    | 6     | Liverpool       |
| 17 | D    | Jack Charlton   | 8 maggio 1935 (35 anni)     | 34    | Leeds Utd       |
| 18 | D    | Norman Hunter   | 29 ottobre 1943 (26 anni)   | 13    | Leeds Utd       |
| 19 | C    | Colin Bell      | 26 febbraio 1946 (24 anni)  | 11    | Manchester City |
| 20 | A    | Peter Osgood    | 20 febbraio 1947 (23 anni)  | 1     | Chelsea         |
| 21 | A    | Allan Clarke    | 31 luglio 1946 (23 anni)    | 0     | Leeds Utd       |
| 22 | A    | Jeff Astle      | 13 maggio 1942 (28 anni)    | 3     | West Bromwich   |

### Cecoslovacchia
Commissario tecnico:  Josef Marko
| N. | Pos. | Giocatore         | Data nascita (età)          | Pres. | Squadra           |
| -- | ---- | ----------------- | --------------------------- | ----- | ----------------- |
| 1  | P    | Ivo Viktor        | 21 maggio 1942 (28 anni)    | 19    | Dukla Praga       |
| 2  | D    | Karol Dobiaš      | 18 dicembre 1947 (22 anni)  | 9     | Spartak Trnava    |
| 3  | D    | Václav Migas      | 16 settembre 1944 (25 anni) | 4     | Sparta Praga      |
| 4  | D    | Vladimír Hagara   | 7 novembre 1943 (26 anni)   | 10    | Spartak Trnava    |
| 5  | D    | Alexander Horváth | 28 dicembre 1938 (31 anni)  | 24    | Slovan Bratislava |
| 6  | A    | Andrej Kvašňák    | 19 maggio 1935 (35 anni)    | 49    | Malines           |
| 7  | C    | Bohumil Veselý    | 18 giugno 1945 (24 anni)    | 13    | Sparta Praga      |
| 8  | A    | Ladislav Petráš   | 1º dicembre 1946 (23 anni)  | 1     | Inter Bratislava  |
| 9  | C    | Ladislav Kuna     | 4 marzo 1947 (23 anni)      | 22    | Spartak Trnava    |
| 10 | A    | Jozef Adamec      | 26 febbraio 1942 (28 anni)  | 30    | Spartak Trnava    |
| 11 | A    | Karol Jokl        | 29 agosto 1945 (24 anni)    | 18    | Slovan Bratislava |
| 12 | D    | Ján Pivarník      | 13 novembre 1947 (22 anni)  | 6     | VSS Košice        |
| 13 | P    | Anton Flešár      | 8 maggio 1944 (26 anni)     | 1     | Lokomotíva Košice |
| 14 | D    | Vladimír Hrivnák  | 23 aprile 1945 (25 anni)    | 4     | Slovan Bratislava |
| 15 | D    | Ján Zlocha        | 24 marzo 1942 (28 anni)     | 3     | Slovan Bratislava |
| 16 | C    | Ivan Hrdlička     | 20 novembre 1943 (26 anni)  | 13    | Slovan Bratislava |
| 17 | C    | Jaroslav Pollák   | 11 luglio 1947 (22 anni)    | 5     | VSS Košice        |
| 18 | C    | František Veselý  | 7 dicembre 1943 (26 anni)   | 16    | Slavia Praga      |
| 19 | C    | Josef Jurkanin    | 5 marzo 1949 (21 anni)      | 8     | Sparta Praga      |
| 20 | A    | Milan Albrecht    | 16 luglio 1950 (19 anni)    | 2     | Jednota Trenčín   |
| 21 | A    | Ján Čapkovič      | 11 gennaio 1948 (22 anni)   | 4     | Slovan Bratislava |
| 22 | P    | Alexander Vencel  | 8 febbraio 1944 (26 anni)   | 12    | Slovan Bratislava |

### Romania
Commissario tecnico:  Angelo Niculescu
| N. | Pos. | Giocatore           | Data nascita (età)         | Pres. | Squadra             |
| -- | ---- | ------------------- | -------------------------- | ----- | ------------------- |
| 1  | P    | Necula Răducanu     | 10 maggio 1946 (24 anni)   | 9     | Rapid Bucarest      |
| 2  | D    | Lajos Sătmăreanu    | 21 febbraio 1944 (26 anni) | 20    | Steaua Bucarest     |
| 3  | D    | Nicolae Lupescu     | 17 dicembre 1940 (29 anni) | 7     | Rapid Bucarest      |
| 4  | D    | Mihai Mocanu        | 24 febbraio 1942 (28 anni) | 25    | Petrolul Ploiești   |
| 5  | C    | Cornel Dinu         | 2 agosto 1948 (21 anni)    | 16    | Dinamo Bucarest     |
| 6  | C    | Dan Coe             | 8 settembre 1941 (28 anni) | 39    | Rapid Bucarest      |
| 7  | C    | Emerich Dembrovschi | 6 ottobre 1945 (24 anni)   | 11    | Dinamo Bacău        |
| 8  | A    | Nicolae Dobrin      | 26 agosto 1947 (22 anni)   | 24    | Argeș Pitești       |
| 9  | A    | Florea Dumitrache   | 22 maggio 1948 (22 anni)   | 13    | Dinamo Bucarest     |
| 10 | C    | Radu Nunweiller     | 16 novembre 1944 (25 anni) | 14    | Dinamo Bucarest     |
| 11 | C    | Mircea Lucescu      | 29 luglio 1945 (24 anni)   | 25    | Dinamo Bucarest     |
| 12 | D    | Mihai Ivăncescu     | 22 marzo 1942 (28 anni)    | 0     | Steagul Roșu Brașov |
| 13 | D    | Augustin Deleanu    | 23 agosto 1944 (25 anni)   | 11    | Dinamo Bucarest     |
| 14 | D    | Vasile Gergely      | 28 ottobre 1941 (28 anni)  | 35    | Dinamo Bucarest     |
| 15 | D    | Ion Dumitru         | 2 gennaio 1950 (20 anni)   | 3     | Rapid Bucarest      |
| 16 | C    | Alexandru Neagu     | 19 luglio 1948 (21 anni)   | 4     | Rapid Bucarest      |
| 17 | C    | Gheorghe Tătaru     | 5 maggio 1948 (22 anni)    | 0     | Steaua Bucarest     |
| 18 | A    | Marin Tufan         | 14 ottobre 1942 (27 anni)  | 2     | Farul Costanza      |
| 19 | A    | Flavius Domide      | 11 maggio 1946 (24 anni)   | 6     | UTA Arad            |
| 20 | D    | Nicolae Pescaru     | 27 marzo 1943 (27 anni)    | 1     | Steagul Roșu Brașov |
| 21 | P    | Stere Adamache      | 17 agosto 1941 (28 anni)   | 2     | Steagul Roșu Brașov |
| 22 | P    | Gheorghe Gornea     | 2 agosto 1944 (25 anni)    | 4     | UTA Arad            |

## Gruppo D

### Germania Ovest
Commissario tecnico:  Helmut Schön
| N. | Pos. | Giocatore               | Data nascita (età)          | Pres. | Squadra                |
| -- | ---- | ----------------------- | --------------------------- | ----- | ---------------------- |
| 1  | P    | Sepp Maier              | 28 febbraio 1944 (26 anni)  | 19    | Bayern Monaco          |
| 2  | D    | Horst-Dieter Höttges    | 10 settembre 1943 (26 anni) | 49    | Werder Brema           |
| 3  | D    | Karl-Heinz Schnellinger | 31 marzo 1939 (31 anni)     | 41    | Milan                  |
| 4  | C    | Franz Beckenbauer       | 11 settembre 1945 (24 anni) | 38    | Bayern Monaco          |
| 5  | D    | Willi Schulz            | 4 ottobre 1938 (31 anni)    | 61    | Colonia                |
| 6  | C    | Wolfgang Weber          | 26 giugno 1944 (25 anni)    | 37    | Colonia                |
| 7  | D    | Berti Vogts             | 30 dicembre 1946 (23 anni)  | 24    | Borussia M'gladbach    |
| 8  | A    | Helmut Haller           | 21 luglio 1939 (30 anni)    | 32    | Juventus               |
| 9  | A    | Uwe Seeler              | 5 novembre 1936 (33 anni)   | 65    | Amburgo                |
| 10 | A    | Sigfried Held           | 7 agosto 1942 (27 anni)     | 27    | Borussia Dortmund      |
| 11 | D    | Klaus Fichtel           | 19 novembre 1944 (25 anni)  | 13    | Schalke 04             |
| 12 | C    | Wolfgang Overath        | 29 settembre 1943 (26 anni) | 49    | Colonia                |
| 13 | A    | Gerd Müller             | 3 novembre 1945 (24 anni)   | 19    | Bayern Monaco          |
| 14 | A    | Reinhard Libuda         | 10 ottobre 1943 (26 anni)   | 15    | Schalke 04             |
| 15 | D    | Bernd Patzke            | 14 marzo 1943 (27 anni)     | 19    | Hertha Berlino         |
| 16 | C    | Max Lorenz              | 19 agosto 1939 (30 anni)    | 19    | Werder Brema           |
| 17 | A    | Hannes Löhr             | 5 luglio 1942 (27 anni)     | 13    | Colonia                |
| 18 | D    | Klaus-Dieter Sieloff    | 27 febbraio 1942 (28 anni)  | 9     | Borussia M'gladbach    |
| 19 | C    | Peter Dietrich          | 6 marzo 1944 (26 anni)      | 1     | Borussia M'gladbach    |
| 20 | A    | Jürgen Grabowski        | 7 luglio 1944 (25 anni)     | 7     | Eintracht Francoforte  |
| 21 | P    | Manfred Manglitz        | 8 marzo 1940 (30 anni)      | 4     | Colonia                |
| 22 | P    | Horst Wolter            | 8 giugno 1942 (27 anni)     | 12    | Eintracht Braunschweig |

### Bulgaria
Commissario tecnico:  Stefan Bozhkov
| N. | Pos. | Giocatore            | Data nascita (età)          | Pres. | Squadra           |
| -- | ---- | -------------------- | --------------------------- | ----- | ----------------- |
| 1  | P    | Simeon Simeonov      | 26 aprile 1946 (24 anni)    | 29    | Slavia Sofia      |
| 2  | D    | Aleksandăr Šalamanov | 4 settembre 1941 (28 anni)  | 32    | Slavia Sofia      |
| 3  | D    | Ivan Dimitrov        | 14 maggio 1935 (35 anni)    | 68    | Akademik Sofia    |
| 4  | D    | Stefan Aladžov       | 18 ottobre 1947 (22 anni)   | 9     | Levski Sofia      |
| 5  | C    | Ivan Davidov         | 5 ottobre 1943 (26 anni)    | 7     | Slavia Sofia      |
| 6  | D    | Dimităr Penev        | 12 luglio 1945 (24 anni)    | 46    | CSKA Sofia        |
| 7  | A    | Georgi Popov         | 14 luglio 1944 (25 anni)    | 16    | Trakia Plovdiv    |
| 8  | A    | Hristo Bonev         | 3 febbraio 1947 (23 anni)   | 24    | Lokomotiv Plovdiv |
| 9  | A    | Petăr Žekov          | 10 ottobre 1944 (25 anni)   | 23    | CSKA Sofia        |
| 10 | A    | Dimităr Jakimov      | 12 luglio 1941 (28 anni)    | 57    | CSKA Sofia        |
| 11 | C    | Dinko Dermendžiev    | 2 giugno 1941 (28 anni)     | 35    | Trakia Plovdiv    |
| 12 | D    | Milko Gaydarski      | 18 marzo 1946 (24 anni)     | 12    | Levski Sofia      |
| 13 | P    | Stojan Jordanov      | 29 gennaio 1944 (26 anni)   | 4     | CSKA Sofia        |
| 14 | D    | Dobromir Žečev       | 12 novembre 1942 (27 anni)  | 41    | Levski Sofia      |
| 15 | D    | Boris Gaganelov      | 7 ottobre 1941 (28 anni)    | 46    | CSKA Sofia        |
| 16 | C    | Asparuh Nikodimov    | 21 agosto 1945 (24 anni)    | 12    | CSKA Sofia        |
| 17 | D    | Todor Kolev          | 29 aprile 1942 (28 anni)    | 9     | Slavia Sofia      |
| 18 | A    | Dimităr Marašliev    | 31 agosto 1947 (22 anni)    | 6     | CSKA Sofia        |
| 19 | A    | Georgi Asparuhov     | 4 maggio 1943 (27 anni)     | 47    | Levski Sofia      |
| 20 | C    | Vasil Mitkov         | 17 settembre 1943 (26 anni) | 7     | Levski Sofia      |
| 21 | A    | Božidar Grigorov     | 27 luglio 1945 (24 anni)    | 0     | Slavia Sofia      |
| 22 | P    | Georgi Kamenski      | 3 febbraio 1947 (23 anni)   | 0     | Levski Sofia      |

### Perù
Commissario tecnico:  Didi
| N. | Pos. | Giocatore              | Data nascita (età)         | Pres. | Squadra             |
| -- | ---- | ---------------------- | -------------------------- | ----- | ------------------- |
| 1  | P    | Luis Rubinõs           | 31 dicembre 1940 (29 anni) |       | Sporting Cristal    |
| 2  | D    | Eloy Campos            | 31 maggio 1942 (28 anni)   |       | Sporting Cristal    |
| 3  | D    | Orlando de la Torre    | 21 novembre 1943 (26 anni) |       | Sporting Cristal    |
| 4  | D    | Héctor Chumpitaz       | 4 dicembre 1944 (25 anni)  |       | Universitario       |
| 5  | D    | Nicolás Fuentes        | 20 dicembre 1941 (28 anni) |       | Universitario       |
| 6  | C    | Ramón Mifflin          | 5 aprile 1947 (23 anni)    |       | Sporting Cristal    |
| 7  | C    | Roberto Challe         | 24 novembre 1946 (23 anni) |       | Universitario       |
| 8  | C    | Julio Baylón           | 10 dicembre 1947 (22 anni) |       | Alianza Lima        |
| 9  | A    | Pedro Pablo León       | 26 marzo 1943 (27 anni)    |       | Alianza Lima        |
| 10 | A    | Teófilo Cubillas       | 8 marzo 1949 (21 anni)     |       | Alianza Lima        |
| 11 | C    | Alberto Gallardo       | 28 novembre 1940 (29 anni) |       | Sporting Cristal    |
| 12 | P    | Rubén Correa           | 25 luglio 1941 (28 anni)   |       | Universitario       |
| 13 | C    | Pedro Gonzáles         | 19 maggio 1943 (27 anni)   |       | Universitario       |
| 14 | D    | José Antonio Fernández | 14 febbraio 1939 (31 anni) |       | Sporting Cristal    |
| 15 | C    | Javier González        | 11 maggio 1939 (31 anni)   |       | Alianza Lima        |
| 16 | D    | Félix Salinas          | 11 maggio 1939 (31 anni)   |       | Universitario       |
| 17 | C    | Luis Cruzado           | 6 luglio 1941 (28 anni)    |       | Universitario       |
| 18 | A    | José del Castillo      | 10 maggio 1943 (27 anni)   |       | Sporting Cristal    |
| 19 | D    | Eladio Reyes           | 8 gennaio 1948 (22 anni)   |       | Alianza Lima        |
| 20 | C    | Hugo Sotil             | 18 maggio 1948 (22 anni)   |       | Deportivo Municipal |
| 21 | P    | Jesús Goyzueta         | 8 marzo 1947 (23 anni)     |       | Universitario       |
| 22 | A    | Oswaldo Ramírez        | 29 marzo 1947 (23 anni)    |       | Sport Boys          |

### Marocco
Commissario tecnico:  Blagoja Vidinić
| N. | Pos. | Giocatore            | Data nascita (età)         | Pres. | Squadra           |
| -- | ---- | -------------------- | -------------------------- | ----- | ----------------- |
| 1  | P    | Allal Ben Kassou     | 30 novembre 1941 (28 anni) |       | FAR Rabat         |
| 2  | D    | Abdallah Lamrani     | 1946 (23-24 anni)          |       | FAR Rabat         |
| 3  | D    | Boujemaa Benkhrif    | 1947 (22-23 anni)          |       | Kénitra           |
| 4  | D    | Moulay Khanousi      | 1939 (30-31 anni)          |       | Maghreb Fès       |
| 5  | D    | Kacem Slimani        | 1948 (21-22 anni)          |       | RS Settat         |
| 6  | C    | Mohammed Mahroufi    | 1947 (22-23 anni)          |       | Difaâ El Jadida   |
| 7  | C    | Said Ghandi          | 1947 (22-23 anni)          |       | Raja Casablanca   |
| 8  | C    | Driss Bamous         | 15 dicembre 1942 (27 anni) |       | FAR Rabat         |
| 9  | A    | Ahmed Faras          | 7 dicembre 1946 (23 anni)  |       | Chabab Mohammedia |
| 10 | A    | Mohammed El Filali   | 9 luglio 1945 (24 anni)    |       | Mouloudia Oujda   |
| 11 | C    | Maouhoub Ghazouani   | 1948 (21-22 anni)          |       | FAR Rabat         |
| 12 | P    | Mohammed Hazzaz      | 30 novembre 1945 (24 anni) |       | Maghreb Fès       |
| 13 | D    | Jalili Fadili        | 1940 (29-30 anni)          |       | FAR Rabat         |
| 14 | C    | Mohammed Houmane     | 30 novembre 1944 (25 anni) |       | Raja Casablanca   |
| 15 | C    | Hamed Dahane         | 1946 (23-24 anni)          |       | Union Sidi Kacem  |
| 16 | C    | Moustapha Choukri    | 1945 (24-25 anni)          |       | Raja Casablanca   |
| 17 | A    | Ahmed Alaoui         | 1949 (20-21 anni)          |       | RS Settat         |
| 18 | D    | Abdelkader El Khiati | 1945 (24-25 anni)          |       | FAR Rabat         |
| 19 | P    | Abdelkader Ouaraghli | 1943 (26-27 anni)          |       | Wydad Casablanca  |